# Рандеву со знаменитостью (книга)
«Рандеву со знаменитостью» — книга Михаила Веллера, впервые выпущенная таллинским издательством «Периодика» в 1990 году. Книга представляет собой сборник автобиографических рассказов, главным образом, посвящённых литературной деятельности, необычной судьбе писателя и его работе. Веллер в свойственной ему философской и немного ироничной манере осмысляет факты собственной биографии, время от времени переходя к вопросу судьбы целого поколения — поколения детей победителей, обреченного остаться в тени своих великих отцов.
В заглавие сборника вынесено название одного из рассказов — в котором, по словам самого автора, дается ответ на вопрос «зачем он [Веллер] пишет», и раскрывается своеобразное жизненное кредо писателя: «литературное творчество — это форма существования».

## От издателя
Книга Михаила Веллера (р. 1948) в не совсем иногда обычной и даже эпатирующей форме говорит о горьком «пути наверх» нынешних сорокалетних, «несостоявшегося поколения» в годы безвременья, показывая скорее изнанку, чем лицо, своеобразного литературного мира.

## Содержание
Дети победителей (1988)
Гуру (1980)
Последний танец (1977)
Не в ту дверь (1974)
Мы не поедем на озеро Иштуголь (1986)
А может, я и не прав (1979)
Долги (1978)
Рандеву со знаменитостью (1985)
Положение во гроб (1983)
Кухня и кулуары
Технология рассказа

## Особенности
Помимо художественных произведений сборник включает в себя литературоведческую работу Михаила Веллера «Технология рассказа», в которой автор пытается раскрыть методологические основы создания произведений малых форм. Отличительной особенностью данной работы является доступность авторского изложения: Веллер пишет языком, понятным не только университетским преподавателям, но и куда более широкому кругу лиц. Работа состоит из следующих подглав:
Введение
Глава 1. Замысел
Глава 2. Отбор материала
Глава 3. Композиция
Глава 4. Зачин
Глава 5. Стиль
Глава 6. Деталь
Глава 7. Эстетическая концепция
Приложение. Борьба с редактором
Краткая-краткая библиография.
В прилагаемой библиографии автор приводит список рекомендуемых к прочтению мастеров рассказа, среди которых такие имена, как Рюноскэ Акутагава, Борхес, Бунин, Рэй Брэдбери, Кортасар, Зощенко, Эдгар По и другие.
Сам автор характеризует жанр своего произведения как анализ-наставление и использует в ней наработки из дипломной работы, посвящённой композиции современного рассказа. Теме создания произведений малых форм также посвящён входящий в сборник рассказ «А может, я и не прав».